# Loifling
Das Dorf Loifling ist ein Gemeindeteil im Norden der Gemeinde Traitsching im Oberpfälzer Landkreis Cham, sieben Kilometer südlich von Cham.

## Geschichte

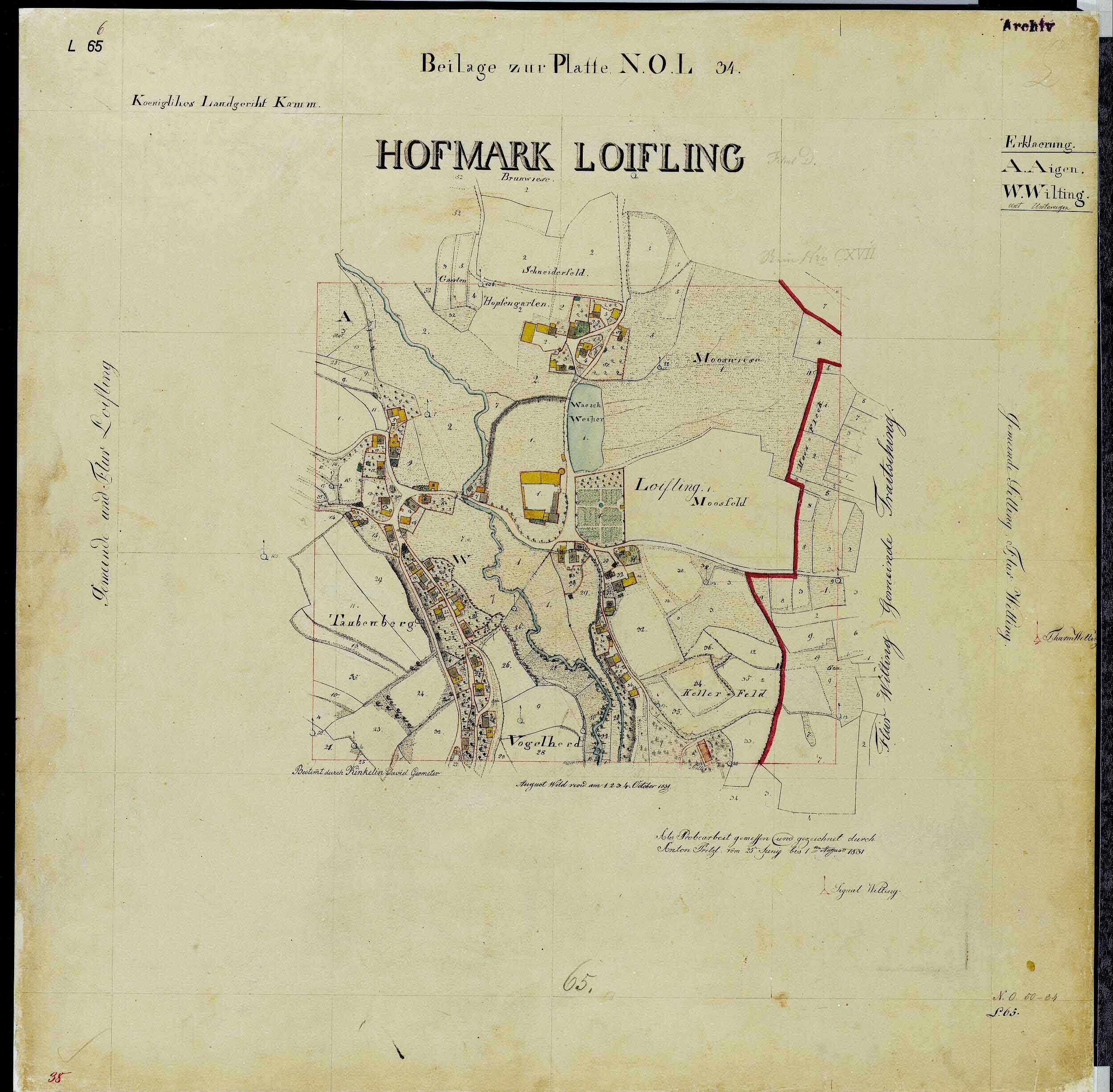
Bayerische Uraufnahme Ortsblatt Loifling (1831)

Erste Erwähnung findet Loifling spätestens 1150 als Hofmark und Herrschaftssitz der Diepoldinger-Rapotonen unter der Verwaltung des Ministerialen Hermann von Lewflingen. Aus dieser Zeit stammt auch das noch gut erhaltene Wasserschloss Loifling.
Im 15. Jahrhundert kam die Hofmark in den Besitz der Freiherrn von Poißl von und zu Loifling, die auch auf Stefling ansässig waren und in deren Besitz die Grundherrschaft bis ins 19. Jahrhundert verblieb. 1456 bauten die Poißl die Schlosskapelle St. Johann Baptist.
Aus der Familie der Freiherren von Poißl stammt der Komponist und Bayerische Hofintendant Johann Nepomuk von Poißl.
Seit 1988 befindet sich das Wasserschloss im Besitz der Gemeinde Traitsching und wird als kommunales Kulturzentrum genutzt.

### Ehemalige Gemeinde Loifling
Im Jahr 1946 wurde die Gemeinde Loifling in die Gemeinde Traitsching eingegliedert. Die Gemeinde umfasste etwa 322 Hektar und bestand aus den Gemeindeteilen Faschaberg, Loifling, Thal und Unterrauchenberg. Ihren höchsten Einwohnerstand (432) hatte die Gemeinde bei der Volkszählung von 1875.

## Wirtschaft
Mit dem Churpfalzpark ist in Loifling ein weit über die Oberpfalz hinaus bekannter Freizeitpark ansässig.
Zudem verfügt der Ort mit der Hofmark Brauerei über eine Firma, die ihre Produkte weltweit vermarktet. Zu den bekanntesten Produkten zählt unter anderem das Hofmark-Öko-Pilsener.

## Vereine
- Freiwillige Feuerwehr Loifling-Thal
- Hofmarkschützen Loifling
- Förderverein Wasserschloss Loifling